# 修身堂
修身堂控股有限公司（英語：Sau San Tong Holdings Limited，簡稱修身堂集團），港交所：8200，於2000年由7月創辦，並於2003年成為首家於香港聯合交易所上市的純纖體股(證券代號:8200)。憑藉專業的美容纖體技術、保健食品及護膚品以及前瞻性的市場策略、具有遠見和創造力的管理團隊，修身堂在幾年之內迅速發展成為業內翹楚。除修身堂外，旗下品牌包括iPRO+、iPRO+ Healthcare 及 Mizu Skin。

## 品牌故事
修身堂開辦的纖體中心主要提供修身及醫學美容服務，包括全身及局部纖體、控制體重，以及全身護理服務和面部護理服務等。修身堂致力為追求「美」的顧客提供塑形服務，專注研發獨家纖體手法 - 「辟穀」手法，透過按壓身體及四肢特定的減肥穴位，疏通經絡，激發身體自我修復，促進新陳代謝，減少脂肪囤積，更將體內脂肪轉化為能量供身體使用，並將身體多餘水份及毒素排出，更重要的是能減少飢餓感及口渴感。除此之外，修身堂為提供最優質的體驗予每位顧客，每年緊貼市場趨勢，物色及引入各大知名品牌的修身纖體儀器，為不同顧客提供個人化修形服務，包括來自英國的BTL頂級增肌減脂儀器、西班牙的Indiba NS等，讓顧客體驗到結合高端科技、安全又可靠的減肥療程。
修身堂不斷推陳出新，與時並進，加入創新元素及醫學美容，成立iPRO+ Medical Skin Care Centre Limited (星悅美容集團有限公司)，將生活美容和醫學美容相結合，讓其發揮各有優勢，互補不足，相信未來發展會更全方位、更趨多元化及年輕化。

## 重要里程碑
- 2000年 - 修身堂於香港成立
- 2001年 - 首間美容纖體中心於香港開業
- 2003年 - 於香港聯合交易所創業版上市，上市編號8200
- 2004年 - 於上海開設首間國內分店
- 2006年 - 於加拿大溫哥華開設海外第一家美容纖體中心
- 2008年 - 北京華貿購物中心及麗來花園Sausalito Spa兩間旗艦店同時開幕
- 2013年 - 於上海思南公館開設美容纖體中心
- 2015年 - 收購星悅美容集團有限公司“iPRO+ Medical Skin Care Centre Limited”，全面開拓醫學美容領域
- 2020年 - 修身堂成立20週年
- 2022年 - 推出香港首個美容NFT，結合實體會員福利及虛擬NFT。修身堂推出首批限量約100隻Hong Kong Beauties系列NFT。同年，榮獲由香港社會服務聯會頒發的15 Years Plus Caring Company Logo「商界展關懷2022/23」。
- 2023年 - 在香港瑰麗酒店舉行新一任代言人暨新產品發佈會，隆重介紹星級代言人林夏薇小姐，及公布全港首個由醫美集團打造的高成效逆齡配方iPRO NMN Deluxe 3-in-1。同年4月，修身堂旗下全新肌膚美學概念店 - Mizu Skin正式開幕

## 分店
現時修身堂在香港有4間分店，包括中環、銅鑼灣、尖沙咀及元朗。
| 地區   | 地址                                             | 電話      |
| ------ | ------------------------------------------------ | --------- |
| 香港   |                                                  |           |
| 中環   | 中環德己立街1-13號世紀廣場13樓全層               | 2899 2526 |
| 九龍   |                                                  |           |
| 尖沙咀 | 九龍尖沙咀麼地道22-28號中福商業大廈5樓,12樓,16樓 | 2311 8111 |

## 代言人
修身堂常以知名藝人作為其產品及服務的代言人，現時的代言人為林夏薇。歷年來的代言人還包括鄭欣宜及那英、林穎嫺、楊小娟、余安安、薛家燕、張燊悅、曹敏莉、何超儀、蒙嘉慧、袁潔瑩、朱茵、章小蕙、莊泳、恬妞、陳嘉容、林熙蕾、Danielle、Twins、陳法拉、邵珮詩、李蘢怡及唯一男士許志安。